# 爱你 (王心凌歌曲)
《爱你》是台湾女歌手王心凌的一首歌曲，翻唱自韓國團體Papaya的歌曲〈聽我說〉（내 얘길 들어봐），王少偉演唱Rap部分，收录于王心凌2004年3月26日发行的同名专辑《爱你》中。

## 音樂錄影帶
音樂錄影帶於台灣台北市的實踐大學拍攝。MV中王心凌身穿的高中生制服為一標誌性特色，所搭配的舞蹈是藍波老師自創的改良式「SWEET踢踏」。

## 歌曲影响
2022年5月，王心凌在中国大陆综艺节目《乘风破浪》（第三季）中重新演唱歌曲《爱你》，掀起一波“回忆杀”而再次翻红。同时，在一些短视频平台上，出现不少中年男粉丝的《爱你》跟跳视频，并戏称自己是“王心凌男孩”。也有一些女生看到王心凌初舞台表演之后，笑称：“当年我少女的时候她是少女，现在我是中年妇女了她还是少女。”在最终的初舞台表演网络传播热度榜单上，王心凌断层第一。《爱你》再度翻红，不仅网友们舞蹈翻跳，连艺人们也跟风合唱。
而这一波热门讨论也影响了QQ音乐，QQ音乐榜单上王心凌直接霸榜，除了一首易烊千玺演唱的《种子》，前十首里面，其他九首都是王心凌所演唱的歌曲。
5月23日，就在全网都在讨论“王心凌男孩”强大的购买力都溢到了股票上时，不少网友涌进芒果超媒买入股票以示支持王心凌，芒果超媒的股票仅一天时间就接近涨停。从股票数据看在前（23）日芒果超媒股票报价35.50人民币，当（24）日则涨至37.81人民币，持续升涨中，芒果超媒借王心凌迎来六个月以来的最高股价。不少股民称，芒果超媒成了“王心凌概念股”。

## 獎項
| 年份 | 頒獎典禮                  | 獎項                 | 結果 |
| ---- | ------------------------- | -------------------- | ---- |
| 2005 | 2005 Hito流行音樂獎       | 年度hito十大華語歌曲 | 獲獎 |
| 2022 | YouTube台灣2022年度排行榜 | 熱門音樂影片Top 7    | 獲獎 |
| 2022 | 人民日报                  | 2022十大BGM          | 获选 |